# 拉塔莎·哈林斯
拉塔莎·哈林斯（Latasha Harlins，1975年7月14日—1991年3月16日）是一名非洲裔美国女孩，被一位51岁的韩国裔女店主斗順子（英语：Soon Ja Du）枪杀。 斗顺子因在哈林斯之死中被控非預謀有意杀人罪（voluntary manslaughter）并定罪，判处5年徒刑缓刑 ，400小时社区服务，并需付500美元的赔偿和丧葬费。 而監視攝影機记录的拉塔莎·哈林斯被杀过程，以及后来的宣判和上诉失败被认为促成了1992年洛杉矶的骚乱 ，尤其是针对洛杉矶韩国城（Koreatown）的骚乱。 哈林斯之死是在警察被拍到殴打黑人罗德尼·金的13天之后。

## 背景

### 早年
拉塔莎·哈林斯1975年7月14日出生于伊利诺伊州东圣路易斯，父母分别是斯维斯特·阿科夫（Sylvester "Vester" Acoff Sr）和克里斯托·哈林斯（Crystal Harlins）。 拉塔沙有一个弟弟，小维斯特·阿科夫（Vester Acoff Jr.）和一个妹妹，克里斯蒂娜。 1981年，全家从伊利诺斯州搬到了洛杉矶中南部。 拉塔莎六岁时，父亲在一家钢铁铸造厂工作，母亲则在当地一家酒馆当服务员。 他们住在第89大街和百老汇附近，离拉塔莎十年后被杀的地方只有几个街区。
据知，她的父亲阿科夫家暴其母亲，并当着三个孩子的面殴打她。父母双方都酗酒并吸食霹雳可卡因。 他们不稳定的婚姻最终在1983年结束。 1985年11月27日，她的母亲克里斯托在洛杉矶一家夜总会外被其父亲的新女友 Cora Mae Anderson 残忍射杀，留下拉塔莎和她的兄弟姐妹们由她们的外祖母 Ruth Harlins 照顾。 她母亲的去世对拉塔莎产生了毁灭性的影响，她开始反叛，并与她的祖母以及姨妈丹尼斯争吵。 她们之间的关系在拉塔莎14岁时进一步恶化，当时拉塔莎岁被当地康乐中心里的一名辅导员杰里·福斯特（约29到32岁）诱奸。拉塔莎被杀前是威彻斯特高中的一名学生。

### 被杀
斗顺子的商店“帝国酒业（Empire Liquor）”位于洛杉矶佛蒙特维斯塔（Vermont Vista）91街和Figueroa大道的交叉口，通常是由斗的丈夫和儿子照看的。然而，在枪击发生的当天早上，斗在柜台后面工作，她的丈夫在外面的家庭面包车里休息。
3月16日星期六上午不到10点时，拉塔莎•哈林斯走进了商店。 斗顺子看到哈林斯在背包里放了一瓶1.79美元的橙汁。 斗顺子没有看到哈林斯手中拿着的钱，认为哈林斯企图偷窃。斗声称曾经问过哈林斯是否愿意为橙汁付钱，她还说哈林斯回答: “什么橙汁? ”但两名目击者反驳了这一说法，并说斗当时称哈林斯为“婊子”，指控她试图偷窃，目击者还称哈林斯回答说她打算为橙汁付钱。在询问过现场的两名目击者并观看了商店监控录像带之后，警方得出结论是，哈林斯正打算用手中的钱来购买饮料。录像带还显示，斗顺子抓住了哈林斯的卫衣并抢过了她的背包。哈林斯随后用拳头打了斗顺子两下，把斗打倒在地。哈林斯退后，斗用一个凳子向她丢去。哈林斯接着捡起混战中掉落的橙汁瓶，斗从她手中夺过瓶子后，哈林斯转身要离开。斗顺子走到柜台后，拿出了一把左轮手枪，从身后向哈林斯开了一枪，距离大约一米（三英尺），哈林斯被子弹击中后脑，当场死亡。斗的丈夫听到了枪声，冲进商店。他的妻子在问过他哈林斯的去向后晕倒，在与她对话后，斗的丈夫拨打了9-1-1报告有人企图抢劫。

### 审判
斗顺子为自己作证，声称枪击是出于自卫，她认为自己当时有生命危险。但其证词与当时在场的两名证人的证词以及店内的监控录像相矛盾。录像显示，当这名少女转身离开她并准备走出商店时，斗朝哈林斯的后脑勺开了枪。洛杉矶警察局的弹道学报告还发现，斗使用的手枪经过了改装，比普通手枪的扳机压力要小得多。

### 判决
1991年11月15日，陪审团判定斗顺子做出开枪的决定完全在她的控制范围内，她是自行开枪的。陪审团裁定斗犯有故意杀人罪，最高可判处16年监禁。陪审团建议对斗处以最高刑罚。然而，主审法官乔伊斯·卡林（Joyce Karlin）没有接受陪审团的量刑建议，而是判处斗五年缓刑、400小时社区服务和500美元罚款。
卡林法官认为哈林斯被杀案中有减轻罪刑的情节。 她说: “斗夫人的反应过分吗？ 当然。但这种反应可以理解吗？我认为是的。” 卡林还补充：“现在不是报复的时候... 不管法庭判处何种刑罚斗在余生中的每一天都会受到惩罚。”法院还指出，斗是在被极端挑衅和胁迫下开枪打死哈林斯的，并认为斗不太可能再次犯下严重罪行。此外，卡林认为，斗过去遭抢劫的经历削弱了其在这种情况下理性行事的能力。

### 加州上诉法庭
1992年4月21日，也就是洛杉矶骚乱发生的前一周，一个州上诉法庭的三名法官表决后一致同意维持卡琳法官的判决。1992年7月，哈林斯家得到了30万美元的和解金。

## 影响
这起事件以及法院的减刑加剧了洛杉矶中南部的非裔居民和亚裔商人之间的紧张关系。这类紧张形势后来被部分公众和活动人士解释为1992年洛杉矶骚乱的催化剂之一。洛杉矶市长办公室估计，在骚乱中遭到破坏的企业中，有65%为韩国人所有。1991年8月17日，正当斗等待审判的时候，她的店发生了一场小火灾。
在1992年的骚乱期间，斗的商店被洗劫一空并被烧毁，此后未再重新营业。该物业后来成为一个市场并多次易手。 拉塔莎·哈林斯埋葬在加利福尼亚州圣菲斯普林斯 天堂纪念公园（Paradise Memorial Park）墓地内其母亲旁边。 

### 音乐
嘻哈歌手圖帕克·夏庫爾特别关注哈林斯之死，并在1993年发布了一首名为“Keep Ya Head Up”的歌曲，献给拉塔莎·哈林斯。此后，夏库尔在他的歌曲中多次提到哈林斯，包括在《Something 2 Die 4 (Interlude)》等歌中。(“拉塔莎·哈林斯，记住这个名字。。。因为一瓶果汁不是死的理由”)。
说唱歌手Ice Cube为他的专辑《死亡证明》创作了一首关于该事件的歌曲，名为《Black Korea》。
加布里埃尔·卡汉(Gabriel Kahane)创作了一首关于这一事件的歌曲，歌名为《帝国酒铺》(Empire Liquor Mart, 9127 S. Figueroa St.)。)”。

### 文学
韩裔作家Steph Cha的小说《你的房子会付钱》中围绕洛杉矶中南部一名16岁的非裔美国女孩被谋杀的后续故事展开。这是一个虚构的拉塔莎哈林斯之死和对她的家人和凶手家庭的影响。

### 法官乔伊斯·卡林（Joyce Karlin）
卡林对案件的裁决促使地方检察官艾拉·赖纳指示他的副手通过援引一条以任意理由撤换法官的法令，实质上地禁止了卡林法官审理案件。在为自己的指令辩护时，他表示，“这个裁决是一个令人震惊的误判，因此卡林法官不再具备继续审理刑事案件的任何公信力”。
卡林成为了抗议活动以及一次不成功的呼吁撤回判决运动的目标。拉塔莎·哈林斯的姨妈丹尼斯·哈林斯在卡林的家还有康普顿法院外领导了抗议活动。抗议者指出，在拉塔莎·哈林斯死后一周，格伦代尔的一名男子因为踢狗得到的刑罚都比斗顺子的刑罚更严重。在《洛杉矶时报》对她的连任竞选中的一位对手表示支持后，她给该报写信说，“如果法官们判案时必须畏首畏尾，如果他们必须试探政治风向，才能得出政治正确的裁决，那么司法体系及其保障的自由将被摧毁”。哈林斯一家每年判决纪念日那天都会在斗的住所外守夜纪念。
哈林斯的的姨妈丹尼斯还打断了在比特摩尔千禧酒店为辩护律师查尔斯·劳埃德举行的颁奖典礼。卡林和斗顺子的儿子也参加了仪式。“在座的各位，为一个儿童杀手鼓掌，”哈林斯高呼，”拉塔莎是无助的。她什么也没做!”卡林再次当选为高等法院法官。之后，她转到少年抚养法庭，这是她在斗的案子之前申请的。卡林写道:“过去20年我一直很荣幸地为公众服务，但现在我想把时间花在我的家庭上。”卡林于1997年辞去法官职务。当哈林斯的姨妈丹尼斯听说她要退休时说:“我很高兴听到她自己离开了法官席并已经退休。但无论如何，她不属于那(法官席)。”